# لورين باين
لورين باين (بالإنجليزية: Loren Bain)‏ هو لاعب كرة قاعدة أمريكي، ولد في 4 يوليو 1922 في ستابليس في الولايات المتحدة، وتوفي في 24 نوفمبر 1996 في تشيتيك في الولايات المتحدة.

## وصلات خارجية
- لورين باين على موقع دوري كرة القاعدة الرئيسي (الإنجليزية)
- لورين باين على موقعبيزبول رفرنس.كوم (الدوري الرئيسي) (الإنجليزية)
- لورين باين على موقعبيزبول رفرنس.كوم (الدوري الثانوي) (الإنجليزية)
- لورين باين على موقع مشجعي الرسوم البيانية (الإنجليزية)